# Alcyonium glomeratum
Az Alcyonium glomeratum a virágállatok (Anthozoa) osztályának szarukorallok (Alcyonacea) rendjébe, ezen belül az Alcyoniina alrendjébe és az Alcyoniidae családjába tartozó faj.

## Előfordulása
Az Alcyonium glomeratum főleg az Egyesült Királyság és Írország déli és nyugati tengerpartjain fordul elő. De megtalálható Skóciától a Vizcayai-öbölig is. Habár ritka állat, azért néhol sűrűn nő. Elterjedésének a déli határa, talán az Azori-szigetek környékén van.

## Megjelenése
Ez a szarukorall-faj hasonlít a holt ember keze korallra (Alcyonium digitatum), de annál sötétebb színű. Általában vér piros vagy rozsdás barna. A karcsú, ujjszerű nyúlványok, körülbelül 30 centiméter hosszúak lehetnek. A polipok fehérek. Mindegyik polipnak 8 kis tapogatója van. Táplálkozás közben az Alcyonium glomeratum szőrösnek néz ki.

## Életmódja
Az Alcyonium glomeratum általában 10 méteres mély, vagy ennél is mélyebb vízben él. Sziklákra, kövekre telepszik meg.

## Képek

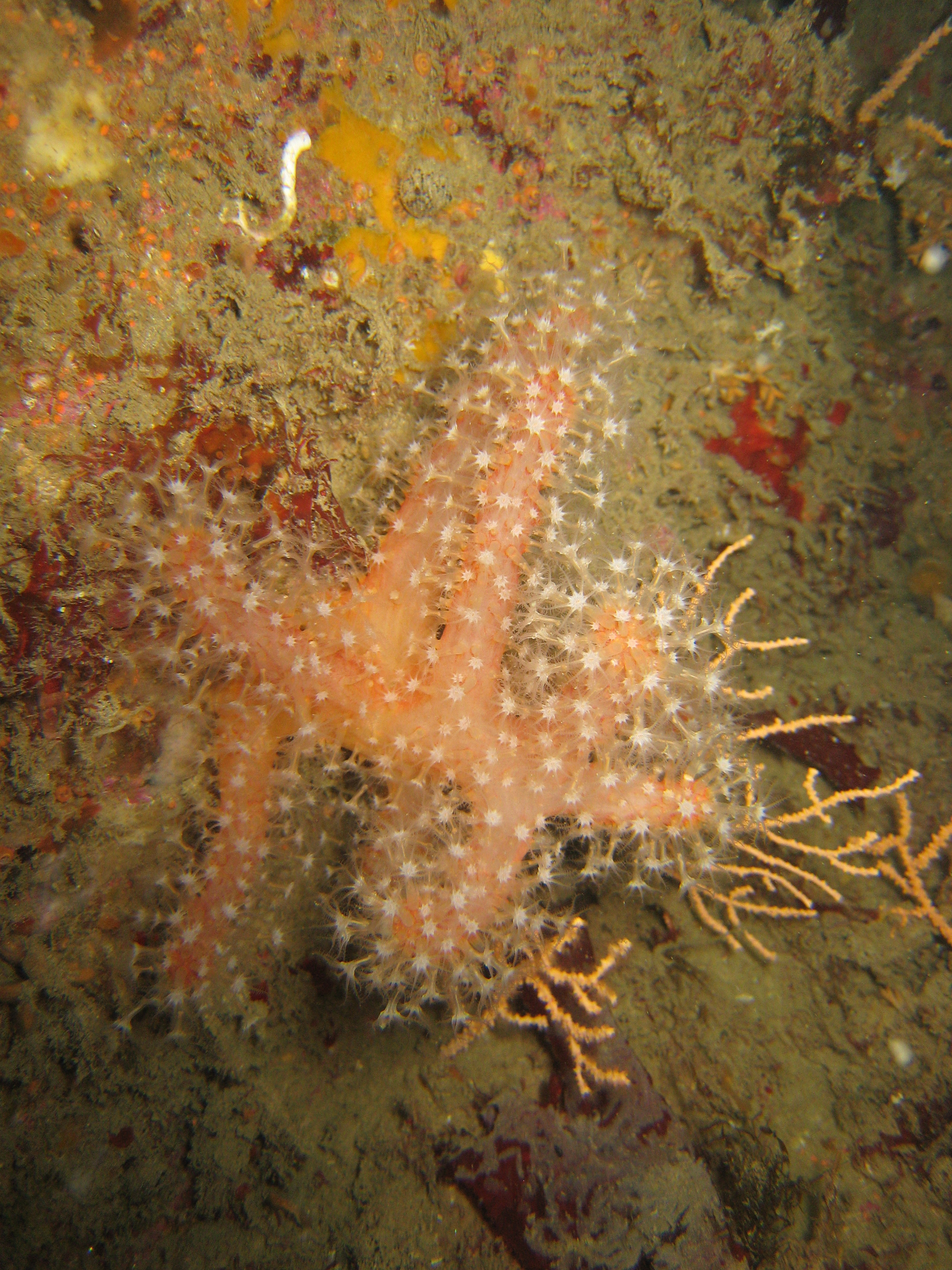
A természetes élőhelyén
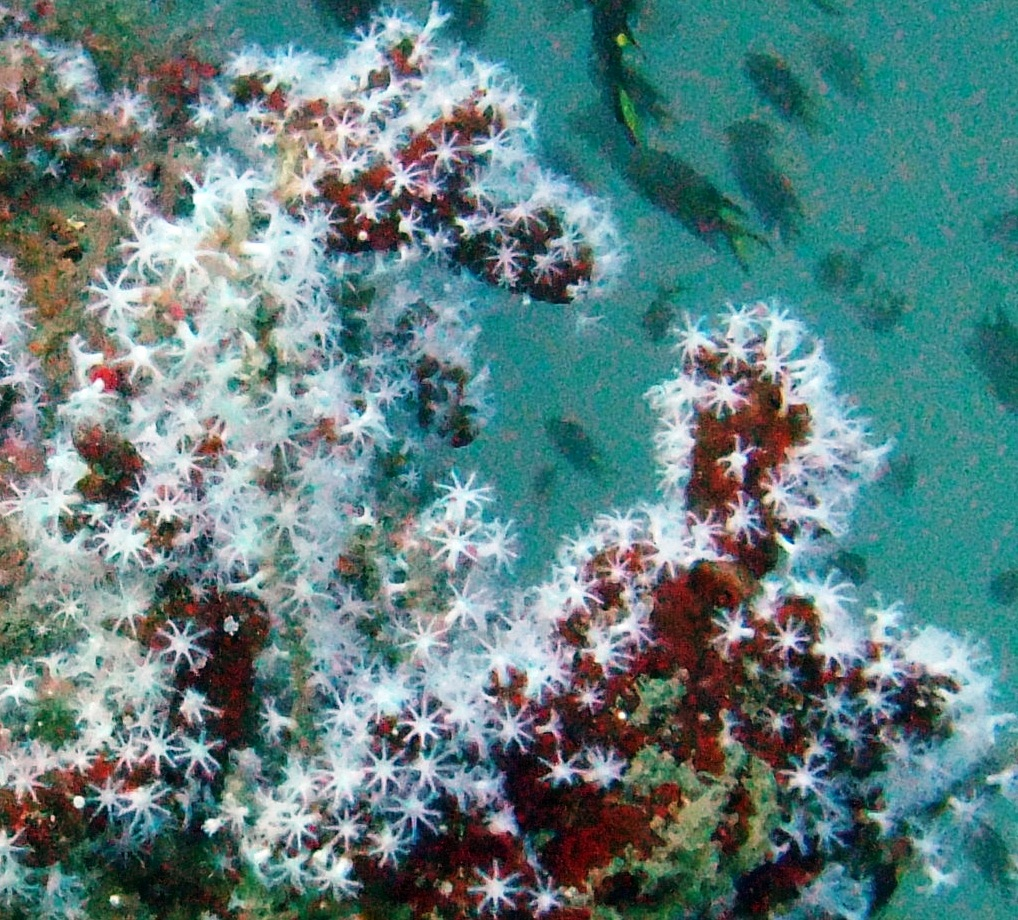
Az állat közelről

### Fordítás
- Ez a szócikk részben vagy egészben  az   Alcyonium glomeratum című angol Wikipédia-szócikk ezen változatának fordításán alapul.  Az eredeti cikk szerkesztőit annak laptörténete sorolja fel. Ez a jelzés csupán a megfogalmazás eredetét és a szerzői jogokat jelzi, nem szolgál a cikkben szereplő információk forrásmegjelöléseként.